# FT-897

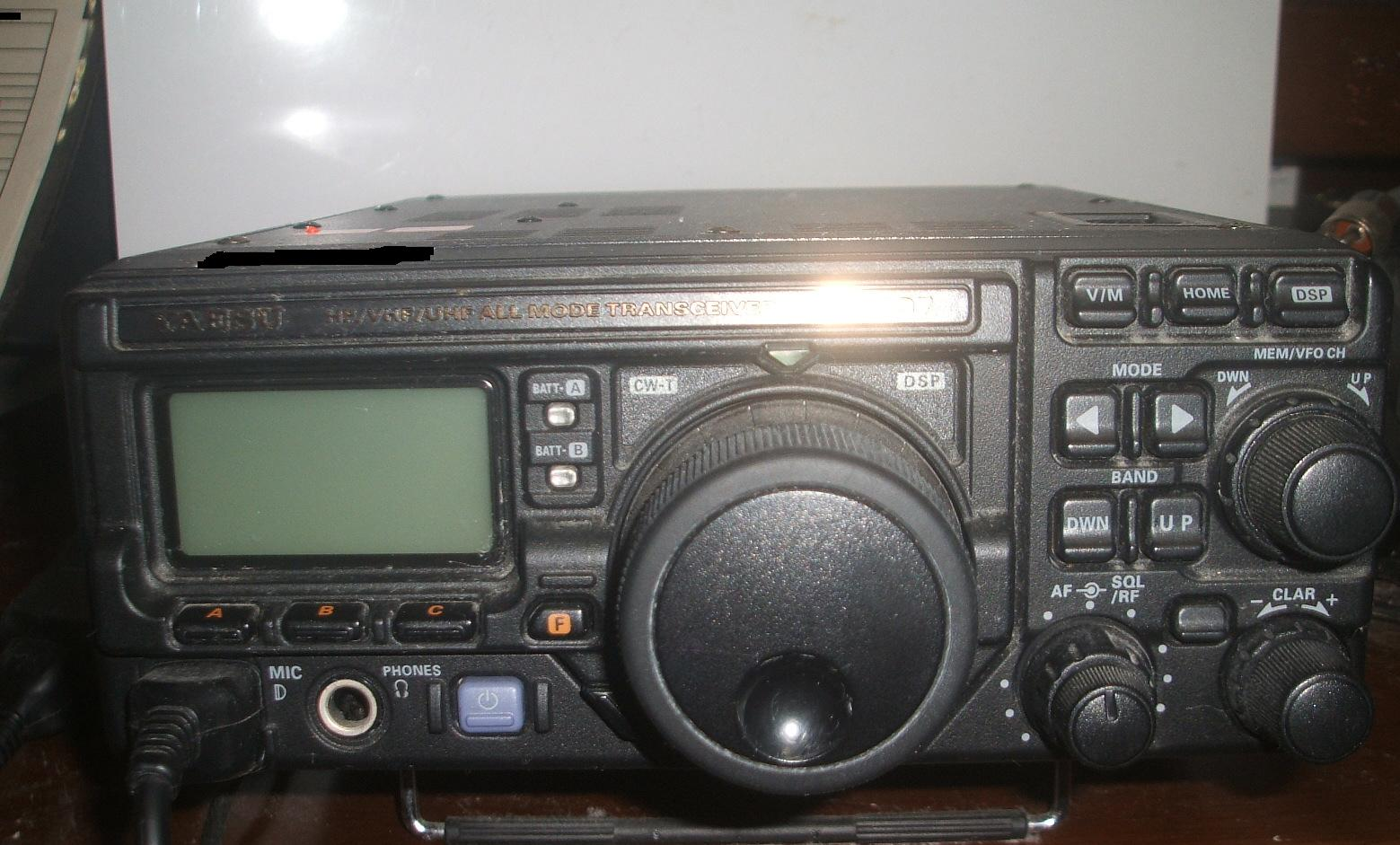
FT-897

FT-897は、八重洲無線（旧称バーテックススタンダード）が製造したアマチュア無線用無線機である。

## 概要
オールモードでHF～430MHz帯まで幅広いバンドで運用することが可能である。
FT-8X7シリーズには、FT-897の他、FT-817、FT-857がある。
後に発売されたFT-857は回路構成がほぼ共通である。
空中線電力の違いにより、FT-897D（100W/144MHz帯50W/430MHz帯20W）、FT-897DM（50W/430MHz帯20W）、FT-897DS（10W/50～430MHz帯20W）の三機種がある。
価格は三機種とも同額。

## 特徴
FT-897はモバイルベースステーションと位置づけられ、移動運用としても固定機としても運用できるようにオプションが用意されている。屋外での運用を主眼にした内蔵バッテリーやアクティブチューニングアンテナ(ATAS-120AおよびATAS-25)などのオプションがある。一方、屋内での運用のために、専用内蔵AC電源(FP-30)、専用オートチューナー(FC-30)などがある。

## 沿革
- 2002年（平成14年）
  - 6月6日 - 日本アマチュア無線振興協会(JARD)によるFT-897とFT-897Sの工事設計認証（バーテックススタンダード製造 工事設計認証番号KN317、KN318）[1]
  - 6月17日 - JARDによるFT-897Mの工事設計認証（同上 工事設計認証番号KN319）[1]
  - 9月10日 - 発売[2]
  - 10月1日 - グッドデザイン賞受賞[2]
- 2003年（平成15年）8月29日 - JARDによるFT-897、FT-897S、FT-897Mの工事設計認証（同上 工事設計認証番号002KN347、002KN348、002KN349）[1]
- 2004年（平成16年）3月 - FT-897Dにリニューアル[3]
  - オプションであった高安定温度補償水晶発振器TCXO-9を標準実装
- 2005年（平成17年）
  - 11月30日 - JARDによるFT-897、FT-897S、FT-897Mの工事設計認証（同上 工事設計認証番号002KN378、002KN379、002KN380）[1]
  - 12月1日 - 総務省令無線設備規則改正[4]
    - 02KN317、02KN318、02KN319、002KN347、002KN348、002KN349、002KN378、002KN379、002KN380の認証は平成17年11月30日以前の為「平成34年12月1日」以降は無効となり[5]、条件なしで免許されるのは「平成19年11月30日」まで、使用は「平成34年11月30日」までとされた[6]。
- 2006年（平成18年）3月22日 - JARDによるFT-897、FT-897S、FT-897Mの工事設計認証（同上 工事設計認証番号002KN386、002KN387、002KN388）[1]
- 2007年（平成19年）
  - 3月29日 - JARDによるFT-897、FT-897S、FT-897Mの工事設計認証（同上 工事設計認証番号002KN463、002KN464、002KN465）[1]
  - 9月3日 - 02KN317、02KN318、02KN319、002KN347、002KN348、002KN349、002KN378、002KN379、002KN380、002KN386、002KN387、002KN388が無条件で免許されるのが「平成29年11月30日」まで延長[7]
- 2014年（平成26年）8月 - 生産終了[8]
- 2016年（平成28年）8月1日 - JARDが「スプリアス確認保証の対応について」[9]を発表
  - 「スプリアス確認保証機器リスト」を公表し、これに掲載された機器はスプリアス確認保証を受けることができるとするもので、02KN317、02KN318、02KN319、002KN347、002KN348、002KN349、002KN378、002KN379、002KN380、002KN386、002KN387、002KN388も掲載されており、「平成34年12月1日」以降も免許申請できる。